# Triphosa agnata
Triphosa agnata är en fjärilsart som beskrevs av Le Cerf 1918. Triphosa agnata ingår i släktet Triphosa och familjen mätare. Inga underarter finns listade i Catalogue of Life.